# XHUAR-FM
XHUAR-FM è una stazione radio operante in Messico con sede nella città di Ciudad Juárez, nello stato di Chihuahua. Di proprietà dell'Instituto Mexicano de la Radio, XHUAR-FM trasmette sulla frequenza 106,7 FM programmi sia a contenuto musicale (con una prevalenza della musica Rock) che informativo sotto il nome di "Orbita 106.7".

## Storia
XHUAR-FM fu creata il 1º luglio 1986 come "Estéreo Norte" con lo scopo di offrire una alternativa messicana ai media americanizzati presenti nell'area. Agli inizi degli anni '90 la stazione proponeva una programmazione con trasmissioni musicali orientati ad una musica lenta (ballad music) finché nel 1993 la programmazione virò verso la musica rock diminuendo anche lo spazio riservato ai programmi di informazione.
Nel 1996, la stazione adottò il nome di Órbita e la programmazione allora in uso alla stazione, sempre di proprietà di IMER, XHOF-FM di Città del Messico e nel 1999 le trasmissioni divennero continuative, ventiquattro ore su ventiquattro. XHUAR-FM trasmette tre canali in HD Radio